# Venceslau Brás
Wenceslau Braz Pereira Gomes   ONM (São Caetano da Vargem Grande, 26 de fevereiro de 1868 – Itajubá, 15 de maio de 1966) foi um empresário, advogado e político brasileiro; presidente do Brasil entre 1914 e 1918, com um pequeno afastamento de um mês em 1917 por motivo de doença. Seu vice-presidente foi Urbano Santos da Costa Araújo.
Seu governo declarou guerra às Potências Centrais em outubro de 1917 durante a Primeira Guerra Mundial. Ele foi o presidente brasileiro mais longevo, chegando a 98 anos de idade (vivendo, respectivamente, durante o Segundo Reinado, a República Velha, a Era Vargas, o Período Democrático e o Regime Militar).  

## Formação e carreira política
Era filho de Francisco Brás Pereira Gomes e de Isabel Pereira dos Santos. Nascido na então São Caetano da Vargem Grande, hoje Brazópolis. Seu pai era o chefe político da cidade, a qual leva seu sobrenome.
Wenceslau Braz estudou no tradicional Colégio Diocesano de São Paulo nos anos de 1881 a 1884 e obteve o diploma de bacharel em direito pela Faculdade de Direito de São Paulo em 1890. De volta a Minas Gerais, foi advogado e promotor público em Monte Santo de Minas e foi prefeito da cidade destacando-se na sua administração por ter introduzido o sistema de abastecimento de água na cidade. Presidiu a Câmara Municipal de Jacuí, e a seguir foi deputado estadual.
Entre 1898 e 1902 foi secretário do Interior, Justiça e Segurança Pública do Estado. Elegeu-se então deputado federal (chegando a líder da bancada mineira na Câmara dos Deputados) em 1903. Em 1909 assumiu a Presidência de Minas Gerais, onde ficou até se candidatar à vice-presidência da república. Foi eleito vice-presidente em 1 de março de 1910, obtendo 406 012 votos, derrotando o candidato da Campanha Civilista, Albuquerque Lins, que teve 219 106 votos. Como vice-presidente, também presidiu o Senado.

## Presidente da República
Em 1 de março de 1910 foi eleito vice-presidente da república, tendo Hermes da Fonseca sido eleito presidente, derrotando Rui Barbosa que estava sem apoio, ele conquistou o cargo através da política do café com leite, após os estados de São Paulo e Minas Gerais se reconciliarem com o Tratado de Ouro Fino. Em 1913 seu nome foi proposto como medida reconciliatória entre Minas Gerais, São Paulo e os outros estados, como candidato à sucessão de Hermes. Minas Gerais havia vetado a candidatura de Pinheiro Machado que era apoiado por Hermes da Fonseca, e Rodrigues Alves, que, na época, governava São Paulo, vetara a candidatura Rui Barbosa.
Wenceslau Braz foi eleito presidente em 1 de março de 1914, obtendo 532 107 votos contra 47 782 votos dados a Rui Barbosa.
Wenceslau definiu seu governo como o "Governo da pacificação dos espíritos", que buscou o entendimento nacional depois do conturbado governo de Hermes da Fonseca. Em seu governo ocorrem os chamados "3 G": A Grande Guerra, (como se chamava, na época, a Primeira Guerra Mundial), a Gripe Espanhola, e as Greves de 1917.

### Grande Guerra na Europa

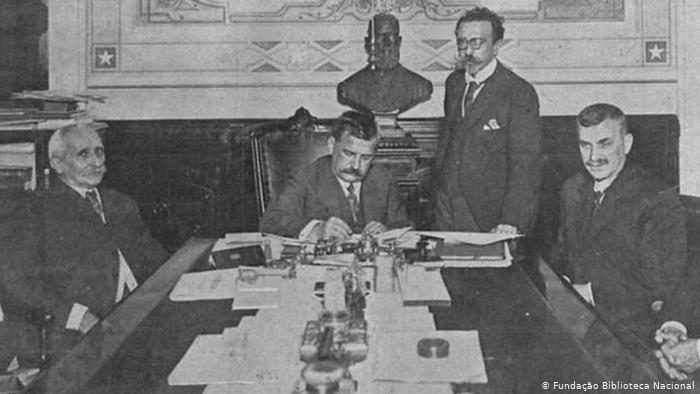
Wenceslau Braz declara guerra contra o Império Alemão. Ao seu lado, o ex-presidente da República e ministro interino das Relações Exteriores, Nilo Peçanha, e o presidente de Minas Gerais e futuro presidente da República, Delfim Moreira.

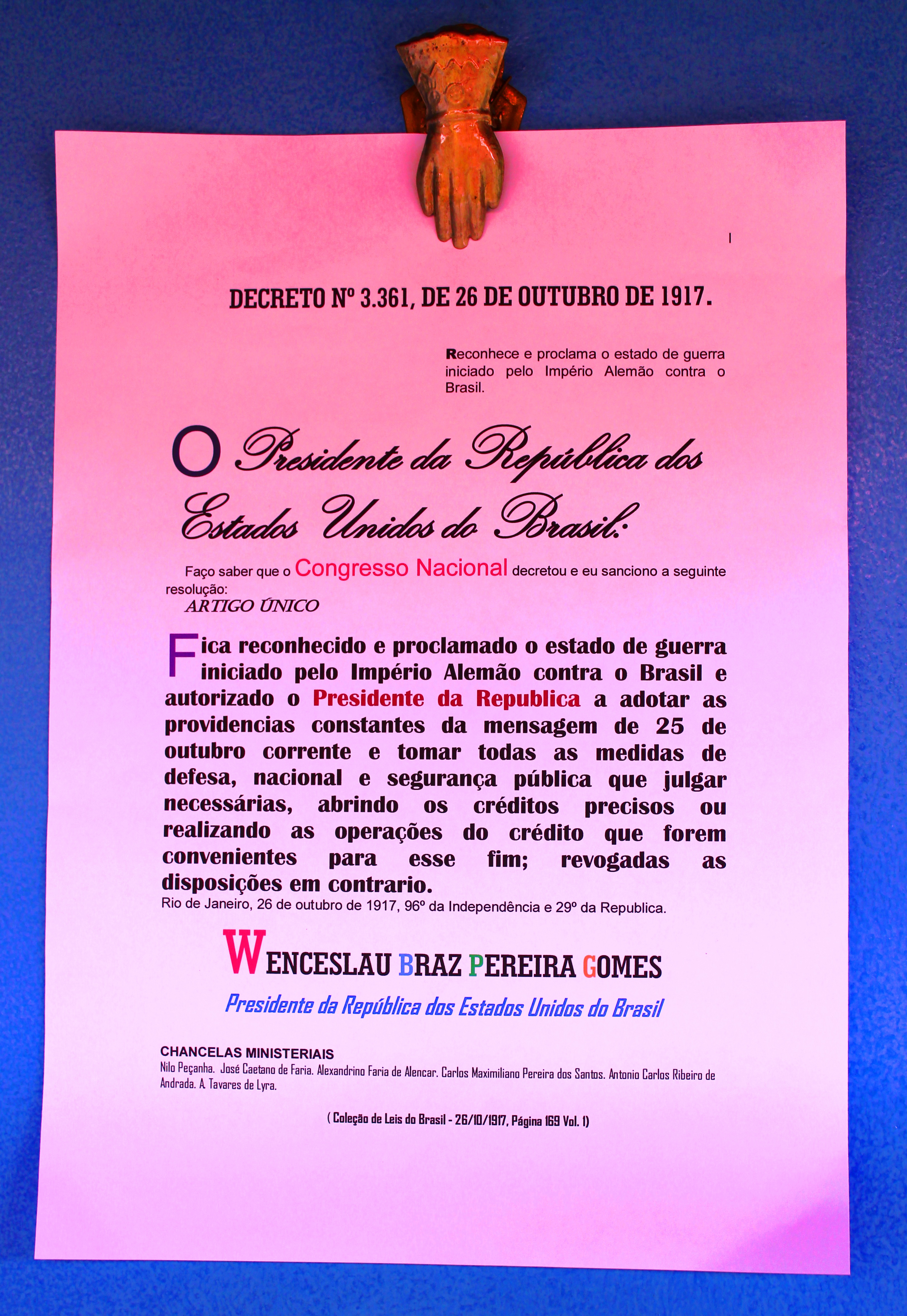
Réplica do decreto assinado por Wenceslau Braz, após aprovação do Congresso Nacional do Brasil, que declara guerra ao Império Alemão, constituindo a entrada do brasil na Primeira Guerra Mundial.

No início, o país tinha uma posição neutra respaldada pela Convenção de Haia, buscando não restringir os seus produtos exportados na época, principalmente o café. A Alemanha era, na época, o principal parceiro comercial do Brasil, sendo seguida pela Inglaterra e pela França. Após o afundamento de navios mercantes brasileiros por submarinos da Marinha Imperial Alemã, como no dia 5 de abril de 1917 o vapor Paraná foi torpedeado perto de Le Havre, com 60 000 toneladas de café e 3 brasileiros morreram, o Brasil declarou guerra à Alemanha em 26 de outubro de 1917, juntando-se aos Aliados. Havia sentimento antigermânico popular, mas também oposição à entrada na guerra. O Brasil foi o único país latino-americano a participar ativamente da guerra, enviando a Divisão Naval em Operações de Guerra para a campanha no Oceano Atlântico, além de uma missão médica, aviadores e um corpo de oficiais e sargentos. Internamente, a guerra permitiu a introdução em 1916 do serviço militar obrigatório com base na Lei do Sorteio.
Em 11 de novembro de 1918, o Armistício de Compiègne foi assinado, o Brasil por ter participado na guerra, conseguiu assento na Conferência de Paz de Paris, que deu origem ao Tratado de Versalhes, com uma comitiva chefiada pelo futuro presidente Epitácio Pessoa. O Brasil também foi um dos fundadores da Liga das Nações. Após voltar ao Brasil, a Divisão Naval em Operações de Guerra foi dissolvida em 25 de junho de 1919, cumprindo, integralmente, a missão que lhe fora confiada.

### Leis
Promulgou o primeiro Código Civil brasileiro, que entrou em vigor em 1 de janeiro de 1916 e que foi a primeira lei a grafar o nome Brasil com a letra S. considerado avançado para a época, foi proposto por Clóvis Beviláqua e foi vigente até 2003.

### Economia e industrialização
Devido às dificuldades em importar produtos manufaturados da Europa durante o seu mandato, causadas pela guerra, Wenceslau Braz incentivou a industrialização nacional, porém de forma inadequada, já que o país ainda era essencialmente agrícola, e o governo necessitava de armamentos bélicos, que requeriam uma indústria mais sofisticada que a do Brasil de 1914.

### Distúrbios

#### Guerra do Contestado
Logo de início, teve de combater a Guerra do Contestado (crise herdada do governo anterior) e, após debelar a revolta, mediou a disputa de terras entre os Estados do Paraná e Santa Catarina, tendo sido um dos fatores a dar origem ao conflito. Wenceslau Braz definiu em 1916 os atuais limites entre Paraná e Santa Catarina. Em 20 de outubro de 1916, os governadores dos dois estados, assinaram, no Palácio do Catete, um acordo que fixava as divisas entre aqueles estados, o qual foi aprovado pelo Congresso Nacional, e publicado pelo decreto 3 304 de 3 de agosto de 1917.

#### Revolta dos Sargentos
Enfrentou também diversas manifestações militares, entre elas a Revolta dos Sargentos em 1915, que envolvia suboficiais e sargentos e é considerada um prelúdio do Tenentismo.

#### Greve Geral de 1917

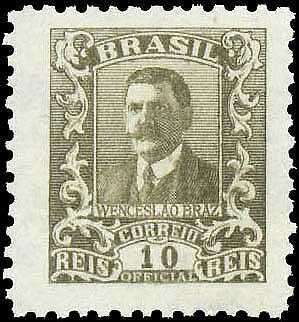
Selo brasileiro com a efígie do presidente Wenceslau Braz.

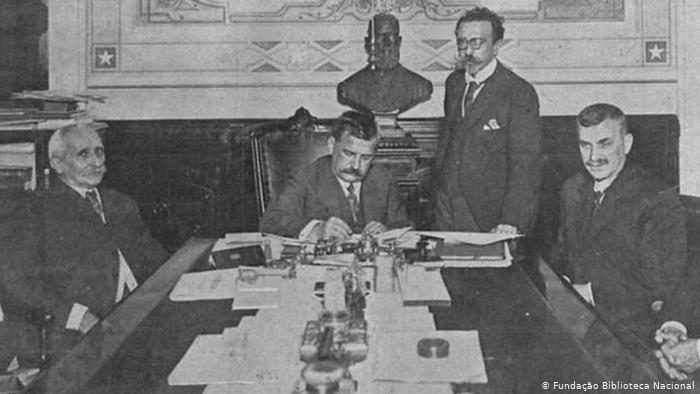
O nono presidente do Brasil, Venceslau Brás, declara guerra contra a Alemanha. Ao seu lado, o ministro interino das Relações Exteriores Nilo Peçanha (em pé) e o presidente de Minas Gerais Delfim Moreira (sentado).

Em 1917, houve a primeira Greve geral da história do Brasil, com o estopim sendo o aumento do custo de vida e uma paralisação na Cotonifício Rodolfo Crespi, ocorrida principalmente na cidade de São Paulo, em um processo de industrialização até então inédito no país, fato acontecido principalmente pela Primeira Guerra Mundial, que impossibilitava a importação de vários produtos, com isso, o número de operários entre seus habitantes aumento de forma exponencial. Com forte influência do anarquismo, os operários brasileiros já vinham realizando várias greves desde o início do século.
Entretanto, em 1917, a cidade de São Paulo viu a eclosão de uma greve geral que foi duramente reprimida, resultando na morte de José Martinez, o que causou uma grande comoção entre os grevistas.

### Gripe espanhola
A epidemia chegou ao Brasil em 9 setembro de 1918: o navio inglês Demerara, vindo de Lisboa, desembarcou doentes no Recife, em Salvador, Rio de Janeiro (então capital federal) e Santos. No mesmo mês, marinheiros que prestaram serviço militar em Dakar, no Senegal, desembarcaram doentes no porto de Recife. Em pouco mais de duas semanas, surgiram outros focos em diversas cidades do Nordeste e em São Paulo.
Mais de 1 500 pessoas morreram de Gripe Espanhola, em seus últimos anos como presidente da República.
Seu mandato terminou em 15 de novembro de 1918, quando o advogado e republicano mineiro Delfim Moreira assumiu o cargo, sem um vice-presidente.

## Tratamento de ferida crônica por Tia Ciata
Circula pela tradição oral que Venceslau Brás, durante o período como presidente, teria se tratado de uma lesão de longo termo na perna com a matriarca do samba Tia Ciata, de forma bem sucedida. Conhecida mãe-de-santo e erveira, Ciata teria recusado qualquer tipo de remuneração pelo tratamento, mas logo após o episódio, seu marido, funcionário público, foi promovido para a chefia de gabinete do chefe de polícia, e as festas em sua casa passaram a ser autorizadas.

## Vida após a presidência e homenagens

Wenceslau Braz, em 1961.

Após terminar seu mandato, se dedicou a Companhia Industrial Sul-Mineira, que fundara em 1912, e outras atividades empresariais.
Morreu em 15 de maio de 1966, em Itajubá, com 98 anos, sendo o mais longevo de todos os presidentes e vice-presidentes brasileiros. Foi sepultado no mesmo dia em Itajubá, com a presença de mais de 20 mil pessoas.
Foi o político que permaneceu mais tempo na condição de ex-presidente e ex-vice-presidente da República, morrendo exatos 47 anos e 6 meses depois de deixar a Presidência e 51 anos e 6 meses depois de deixar a Vice-presidência.
É homenageado por meio de quatro cidades, duas em Minas Gerais, Wenceslau Brás e Brazópolis, outra no Paraná, Wenceslau Brás, e outra em São Paulo, Presidente Venceslau.

## Ministérios

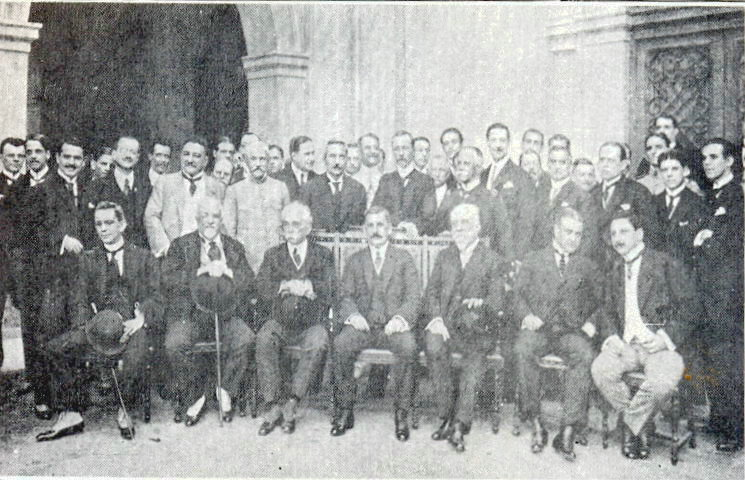
Wenceslau Braz e seu ministério: marechal José Caetano de Faria (Guerra), Augusto Tavares de Lira (Viação), Lauro Müller (Relações Exteriores) e almirante Alexandrino de Faria Alencar (Marinha). À sua volta, senadores, deputados e jornalistas.

| 1 | Agricultura, Indústria e Comércio | Pandiá Calógeras                      |
| 1 | Agricultura, Indústria e Comércio | José Rufino Bezerra Cavalcanti        |
| 1 | Agricultura, Indústria e Comércio | Carlos Maximiliano Pereira dos Santos |
| 1 | Agricultura, Indústria e Comércio | João Gonçalves Pereira Lima           |
| 2 | Fazenda                           | Sabino Barroso                        |
| 2 | Fazenda                           | Pandiá Calógeras                      |
| 2 | Fazenda                           | Augusto Tavares de Lira               |
| 2 | Fazenda                           | Antônio Carlos Ribeiro de Andrada     |
| 3 | Guerra                            | José Caetano de Faria                 |
| 3 | Guerra                            | José Bernardino Bormann               |
| 4 | Justiça e Negócios Interiores     | Carlos Maximiliano Pereira dos Santos |
| 4 | Justiça e Negócios Interiores     | Augusto Tavares de Lira               |
| 5 | Marinha                           | Alexandrino Faria de Alencar          |
| 6 | Relações Exteriores               | Lauro Müller                          |
| 6 | Relações Exteriores               | Luís Martins de Sousa Dantas          |
| 6 | Relações Exteriores               | Nilo Peçanha                          |
| 7 | Viação e Obras Públicas           | Augusto Tavares de Lira               |